# Тулупников, Александр Иванович
Александр Иванович Тулупников (23.09.1908-04.11.1988) — советский учёный в области экономики и организации сельского хозяйства, член-корреспондент ВАСХНИЛ (1960).

## Биография
Родился в с. Рудня Царицынской губернии. Окончил Московскую сельскохозяйственную академию им. К. А. Тимирязева (1931) и несколько месяцев работал там же заместителем декана экономического факультета.
В 1931—1937 гг. руководитель группы планирования и учета Главного управления вузов и техникумов Наркомзема СССР.
С 1937 г. снова в ТСХА: аспирант (1937—1940), доцент (1940—1947) кафедры статистики. В 1942—1943 гг. в эвакуации, заместитель директора филиала ТСХА, директор учебно-опытных хозяйств Самаркандского СХИ. В 1946 г. под руководством В. С. Немчинова защитил кандидатскую диссертацию.
- 1948—1953 заместитель, первый заместитель Главного государственного инспектора по определению урожайности Совета Министров СССР.
- 1953—1955 начальник Главной государственной инспекции по определению урожайности, Главного планово-экономического управления МСХ СССР.
- 1955—1962 директор ВНИИ экономики сельского хозяйства.
- 1962—1965 старший научный сотрудник Института мировой экономики и международных отношений АН СССР.
- 1965—1969 директор ВНИИ информации и технико-экономических исследований по сельскому хозяйству.
- с 1969 тарший научный сотрудник, с 1973 ведущий исследователь, с 1982 научный сотрудник-консультант отдела проблем АПК Института мировой экономики и международных отношений АН СССР.

Научные интересы:
- экономика и организация сельского хозяйства;
- планирование и пропорциональное развитие отраслей сельского хозяйства, специализации с.-х. предприятий;
- развитие научно-технического прогресса и укрепление материально-технической базы сельского хозяйства.

Доктор экономических наук (1969), член-корреспондент ВАСХНИЛ (1960).
Награждён орденом «Знак Почёта» (1948), медалями.
Автор (соавтор) около 150 научных трудов, в том числе 40 книг и брошюр.
Публикации:
- Общественное хозяйство — основа зажиточности колхозников (бюджеты колхозников). — М.: Сельхозгиз, 1941. — 142 с.
- Экономические основы системы ведения хозяйства по зонам и ее оценка на примере отдельных хозяйств. — М.: Изд-во МСХ СССР, 1958. — 131 с.
- Технический прогресс и экономика животноводства США. — М.: Колос, 1969. — 288 с.
- Экономические проблемы животноводства США / Ин-т мировой экономики и междунар. отношений. — М.: Наука, 1978. — 175 с.